# Капецано Инфериоре (Салерно)
Капецано Инфериоре (итал. Capezzano Inferiore) је насеље у Италији у округу Салерно, региону Кампанија.
Према процени из 2011. у насељу је живело 2009 становника. Насеље се налази на надморској висини од 74 м.